# Gymnocalycium gibbosum
Gymnocalycium gibbosum là một loài thực vật có hoa trong họ Cactaceae. Loài này được (Haw.) Pfeiff. ex Mittler mô tả khoa học đầu tiên năm 1844.

## Hình ảnh

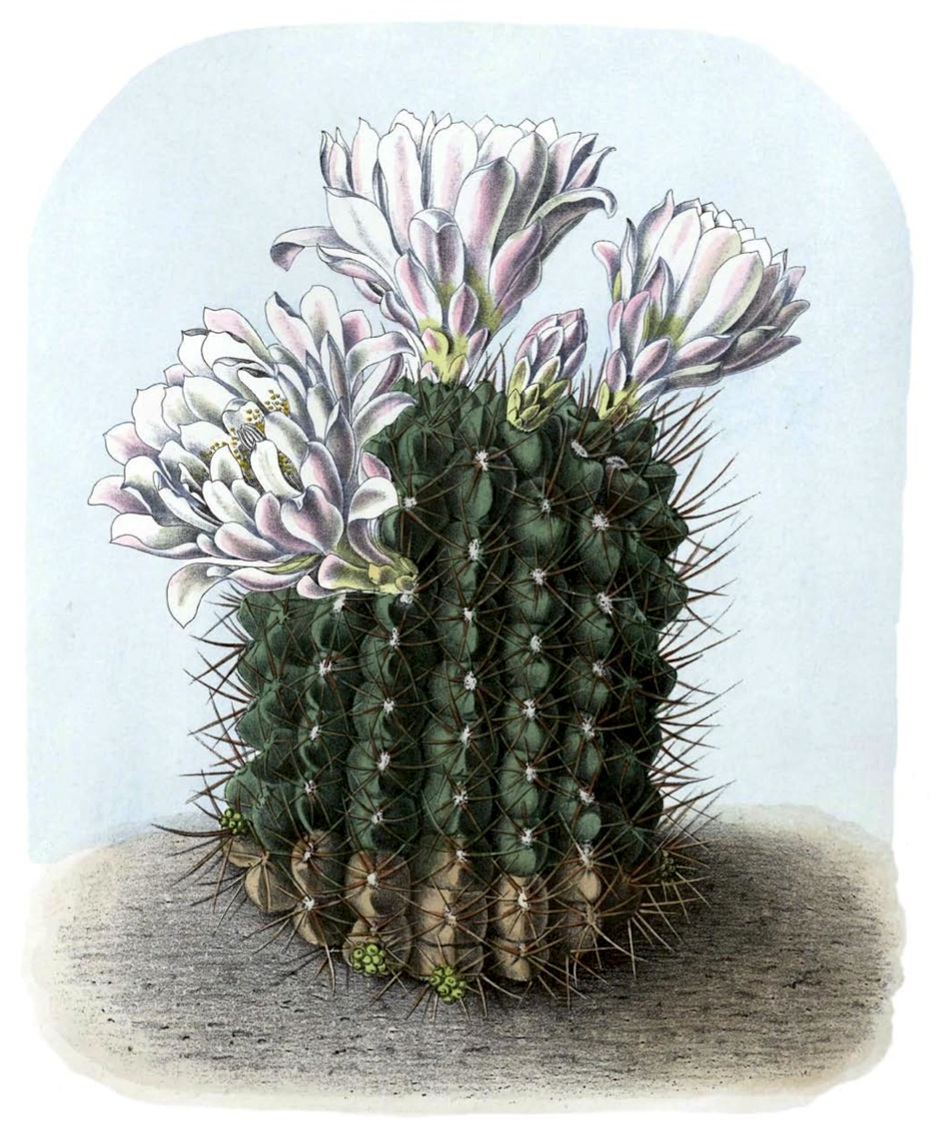
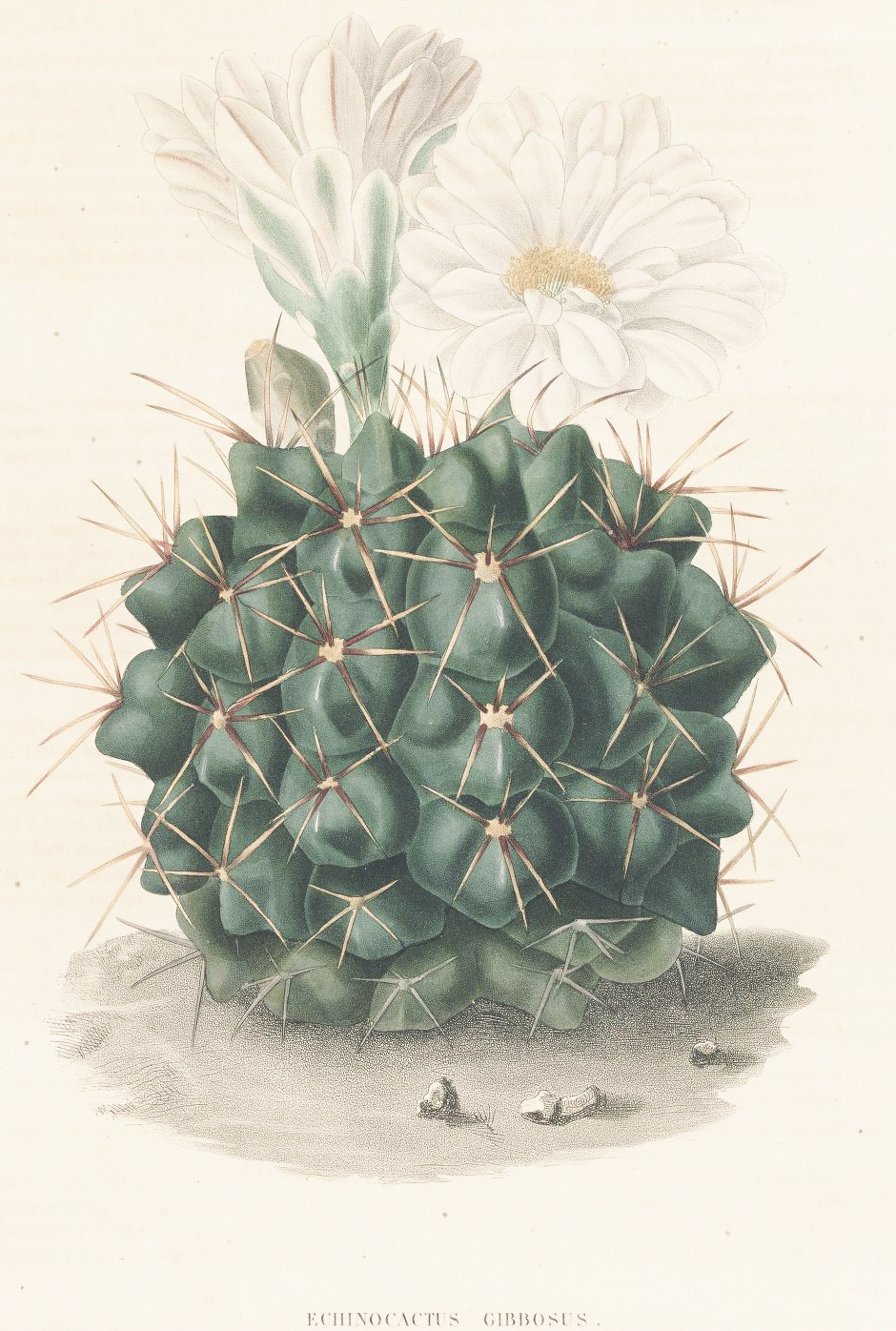
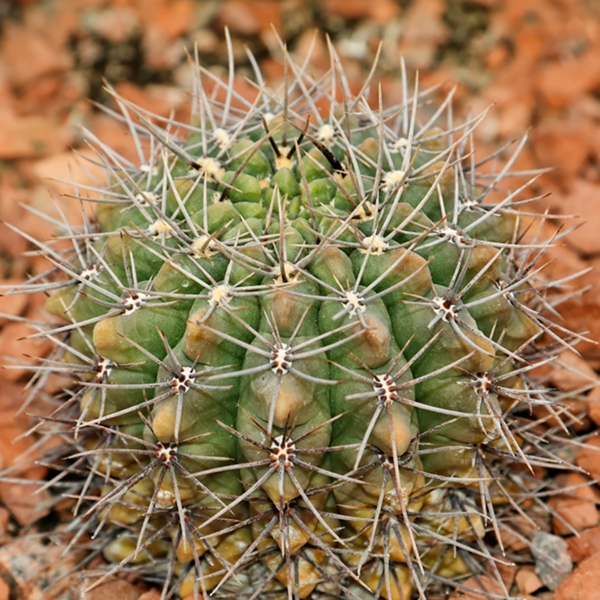